# Take Five Live
Take Five Live — концертный альбом американской певицы Кармен Макрей, выпущенный в 1962 году на лейбле Columbia Records. Запись альбома проходила 6 сентября 1961 года в нью-йоркском ночном клубе Basin Street East при участии квартета Дейва Брубека. Здесь Макрей в основном интерпретирует тексты Айолы Брубек; а вся музыка, за исключением песни Десмонда «Take Five», была написана Дэйвом Брубеком.

## Отзывы критиков
| Оценки критиков                     | Оценки критиков |
| Источник                            | Оценка          |
| ----------------------------------- | --------------- |
| AllMusic                            | [ 2 ]           |
| Encyclopedia of Popular Music       | [ 3 ]           |
| The Rolling Stone Jazz Record Guide | [ 4 ]           |

Скотт Яноу из AllMusic в своей рецензии отмечает, что «в этом интересном сете голос Макрей находится в отличной форме, а её вокальные версии таких песен, как „In Your Own Sweet Way“, „Ode to a Cowboy“, „It’s a Raggy Waltz“ И „Travellin’ Blues“, являются безусловными».

## Список композиций
Слова и музыка всех песен Дейва Брубека и Айолы Брубек, за исключением отмеченных.
1. «When I Was Young» — 2:45
2. «In Your Own Sweet Way» — 2:56
3. «Too Young For Growing Old» — 3:00
4. «Ode To A Cowboy» — 3:05
5. «There’ll Be No Tomorrow» — 4:30
6. «Melantcha» (Дейв Брубек, Лиз Блейк) — 4:38
7. «It’s A Raggy Waltz» (Дейв Брубек) — 2:35
8. «Oh, So Blue» (Дейв Брубек) — 2:27
9. «Lord, Lord» — 5:20
10. «Travellin' Blues» — 2:48
11. «Take Five» (Пол Дезмонд, Айола Брубек) — 2:14
12. «Easy As You Go» — 1:32

## Участники записи
- Кармен Макрей — вокал
- Дейв Брубек — фортепиано
- Пол Дезмонд — альт-саксофон
- Джин Райт[англ.] — контрабас
- Джо Морелло[англ.] — барабаны